# Halskette der Glencurran Cave
 Die Halskette der Glencurran Cave wurde 2010 bei Ausgrabungen in der Höhle Glencurran Cave (irisch Uaimh Ghleann Corráin) im Townland Tullycommon (Tulach Chumann) im Burren im County Clare in Irland  gefunden. Es handelt sich um eine ungewöhnlich lange, 1150 Jahre alte Wikinger-Halskette aus einer Region, in der Wikinger nie gesiedelt haben.
Die Kette ist die größte Wikinger-Halskette, die in Irland gefunden wurde. Normalerweise haben diese fünf oder sechs Glasperlen, die Halskette aus der Glencurran Cave hat jedoch 71 mit Goldfolie überzogene Glasperlen. Die nächstgelegene Wikingersiedlung war Limerick. Die Kette aus der Mitte des 9. Jahrhunderts könnte das Resultat eines Handels zwischen Wikingern aus Limerick und einem Clan-Chef des Burren sein. Die Kette, die einer hochgestellten Wikingerfrau gehört haben muss, wurde vielleicht im späten 9. und frühen 10. Jahrhundert aus Skandinavien importiert.
Die Skelettreste von einem zwei- bis vierjähriges Kind wurden vor etwa 3500 Jahren in der Bronzezeit in der Höhle platziert. Alles in allem wurden bei der Grabung die Überreste von sieben Erwachsenen, zwei Kindern und einem Baby entdeckt. Ein 10.000 Jahre alter Schulterknochen eines Bären wurde ebenfalls gefunden.